# Billy Howle

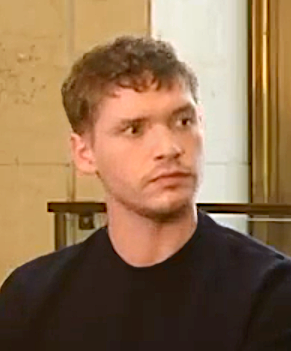
Billy Howle (2018)

William Walter D. Howle (* 9. November 1989 in Stoke-on-Trent, Staffordshire, England) ist ein britischer Theater- und Filmschauspieler.

## Leben
Billy Howle wuchs als zweiter von vier Brüdern in Staffordshire auf. Seine Mutter war Lehrerin, der Vater Professor für Musik an der University of Kent. Schon als Jugendlicher trat er in Amateurtheatern auf. Nach der Schulzeit spielte er für kurze Zeit am Stephen Joseph Theatre und absolvierte dann an der Bristol Old Vic Theatre School eine klassische Ausbildung als Schauspieler, die er 2013 erfolgreich beendete.
Seine erste große Chance als Schauspieler bekam er bereits im selben Jahr in der Inszenierung von Henrik Ibsens Stück Gespenster am Londoner Almeida Theatre, wo er an der Seite von Lesley Manville die männliche Hauptrolle spielte. Richard Eyres Inszenierung gewann drei Laurence Olivier Awards. 2014 übernahm Howle am Bristol Old Vic die Rolle des Edmund in Richard Eyres hochgelobter Inszenierung von Eugene O’Neills Stück Eines langen Tages Reise in die Nacht, ebenfalls mit Lesley Manville sowie mit Jeremy Irons in der männlichen Hauptrolle.
2014 erhielt er eine Hauptrolle in der achtteiligen Fernsehserie Glue. Seinen internationalen Durchbruch erlebte er jedoch, als Eyres Londoner Inszenierung von Ibsens Gespenster  2016 an den Broadway ging und an der Brooklyn Academy of Music aufgeführt wurde, wo Howles Leistung international Aufmerksamkeit erregte.
Ab 2017 folgten Verpflichtungen für den Kinofilm Vom Ende einer Geschichte und den mit Preisen hochdekorierten Film Dunkirk. Seine beiden jüngsten Filme sind zwei Literaturverfilmungen: Am Strand (2017) nach einer Erzählung von Ian McEwan und The Seagull – Eine unerhörte Liebe (2018) nach der Komödie von Anton Tschechow.
Howle war ab 2016 eins der neuen Gesichter in den Werbekampagnen von Prada.

## Filmografie (Auswahl)
- 2014: Vera – Ein ganz spezieller Fall (Vera, Fernsehserie, 1 Folge)
- 2016: Zeugin der Anklage (The Witness for the Prosecution, Fernsehfilm)
- 2017: Dunkirk
- 2017: Vom Ende einer Geschichte (The Sense of an Ending)
- 2017: Am Strand (On Chesil Beach)
- 2018: The Seagull – Eine unerhörte Liebe (The Seagull)
- 2018: Outlaw King
- 2021: Die Schlange (The Serpent, Miniserie, 8 Folgen)
- 2022: Chloe (Fernsehserie, 6 Episoden)
- 2022: Under the Banner of Heaven (Mord im Auftrag Gottes, Mini-Serie, sieben Folgen)
- 2022: Infinite Storm
- 2024: Kid Snow
- 2024: Ein neuer Sommer (The Perfect Couple; Fernsehserie)